# 竜南市
竜南市（りゅうなん-し）は中華人民共和国江西省贛州市に位置する県級市。

## 行政区画
- 鎮:竜南鎮、武当鎮、楊村鎮、汶竜鎮、程竜鎮、関西鎮、里仁鎮、渡江鎮、九連山鎮
- 郷:桃江郷、東江郷、臨塘郷、南亨郷、夾湖郷

## 交通

### 鉄道
- 中国国家鉄路集団
  - 贛深旅客専用線（中国語版）
    - 竜南東駅

  - 京九線
    - 竜南駅

### 道路
- 高速道路
  - 大広高速道路
  - 竜河高速道路
- 国道
  - G105国道